# Enver Hoxha
Pour les articles homonymes, voir Hoxha.
Ne pas confondre avec l'homme politique kosovar Enver Hoxhaj
Enver Hoxha (prononciation : /ɛnˈvɛɾ ˈhɔdʒa/ ), également retranscrit en français sous l'orthographe phonétique Enver Hodja, né le 16 octobre 1908 à Gjirokastër et mort le 11 avril 1985 à Tirana, est un homme d'État albanais.
Il fonde en 1941 le Parti communiste d'Albanie (rebaptisé par la suite Parti du travail d'Albanie) et dirige la république populaire socialiste d'Albanie de 1945 jusqu'à sa mort, en tant que Premier secrétaire du parti.
Sous le régime qu'il met en place, l'Albanie subit un profond isolement du reste de l'Europe et une adhésion sans concession au stalinisme. Sa dictature est considérée comme l'une des plus répressives et des plus sanglantes de l'histoire contemporaine de l'Europe.
Il proclame en 1967 l'Albanie : « premier État athée du monde » et ordonna la persécution antireligieuse des musulmans et des chrétiens. Pour mettre en œuvre son programme radical, Hoxha utilisa des méthodes de gouvernance totalitaires. Son gouvernement interdisait les voyages à l'étranger et la propriété privée. Le gouvernement emprisonna, exécuta ou exila des milliers de propriétaires terriens, de chefs de clans ruraux, des musulmans et chrétiens qui pratiquaient leur religion, de paysans résistants à la collectivisation et de responsables du parti présumés déloyaux. Hoxha fut remplacé par Ramiz Alia, qui était au pouvoir lors de la chute du communisme en Albanie.

## Biographie

### Jeunesse

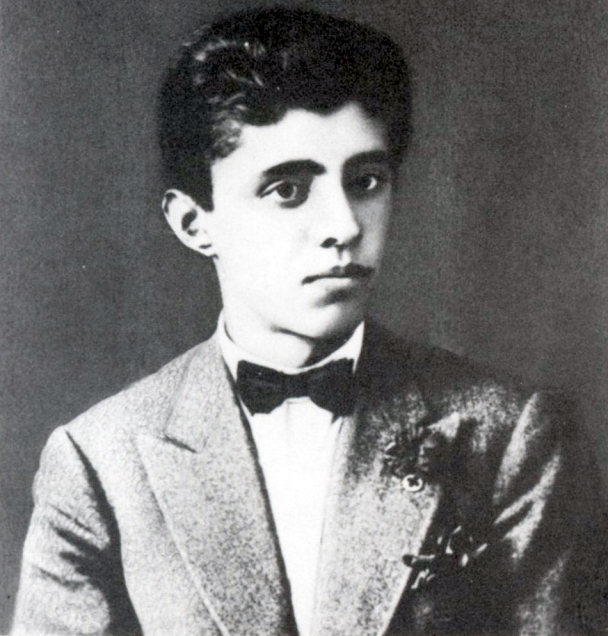
Enver Hoxha à l'âge de 18 ans.

Enver Hoxha naît à Gjirokastër en octobre 1908, une ville d'Albanie méridionale (dans l'Empire ottoman), dans une famille musulmane liée à l'ordre des Bektashi. Il plane encore des incertitudes sur ses origines. Certains comme l'écrivain Ismaïl Kadaré affirment que sa famille n'était pas très renommée à Gjirokastre et que le clan Hoxha serait celui de petits propriétaires terriens. D'autres, comme Kristo Frashëri, avancent que sa famille était spécialisée dans le prêt à l'usure. Son père, Halil Hoxha, présenté par la propagande comme un petit employé, séjourne aux États-Unis et laisse le soin à son frère Hysen d'élever ses enfants. Enver a trois sœurs et un frère.
Il étudie de 1923 à 1927 au lycée français de Gjirokastre puis à celui de Korçë jusqu'en 1930.
En 1930, il obtient une bourse d'État pour étudier les sciences naturelles à l'université de Montpellier. Faute de résultats universitaires, sa bourse est suspendue en 1933. Il abandonne alors ses études et se rend à Paris, où il côtoie des communistes français et albanais en exil. Il admire particulièrement Marcel Cachin, dont le nom sera donné à un boulevard de Tirana. Il écrit en France quelques articles dans L'Humanité. Il devient l'année suivante secrétaire particulier du consul albanais à Bruxelles. Il y suit des cours de droit à l'Université libre de Bruxelles, à nouveau sans obtenir de diplôme universitaire. De retour en Albanie en 1936, il enseigne à Tirana, puis au lycée français de Korçë. Il est chargé par Xavier de Courville, directeur du lycée et membre de l'Action française, de donner les cours de morale.
Le 28 novembre 1939, Hoxha participe à la célébration de la fête de l'Indépendance, à Korça, qui prit l'allure d'une manifestation antifasciste. Cela lui vaut d'être exclu des cadres de l'instruction publique. Cet événement peut être vu comme le début réel de la carrière politique d'Enver Hoxha. Il part alors à Tirana et devient gérant du bistrot « Le Flore », bien que la propagande précisera seulement qu'il était « commerçant ».

### Seconde Guerre mondiale et dirigisme (1939-1945)

#### Années de résistance

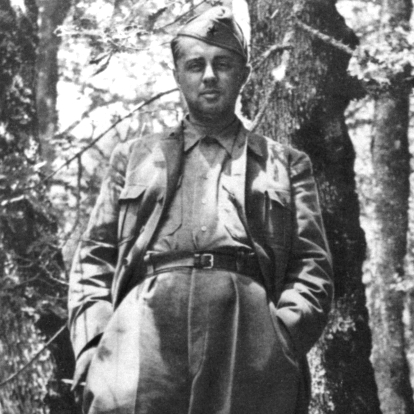
Hoxha en tenue de partisan.

Dès l'invasion italienne de l'Albanie en 1939, Enver Hoxha cherche à organiser la résistance. À l'époque, il s'oppose aux communistes qui refusent l'alliance avec la bourgeoisie progressiste, les nationalistes et les « intellectuels ». Il souhaite en fait mener une politique de « front populaire » telle qu'il l'a vu fonctionner en France.
Hoxha n'a pas la même vision du communisme que les marxistes, il ne voit pas la révolution au travers d'un prolétariat à venir. S'il veut une révolution sociale, il veut qu'elle se double d'une révolution nationale qui ferait de son pays une nation moderne. À ce titre, il est autant communiste stalinien qu'un émule de Mustafa Kemal, comme l'était le roi Zog. Hoxha combat alors le groupe communiste de Shkodra, qui considère que le communisme n'est pas une « nécessité historique » mais le produit d'« influences étrangères », ou encore le « Groupe des jeunes », un groupe communiste avec une certaine influence à Tirana, qui affirme que l'invasion italienne va accélérer la modernisation de l'Albanie et de surcroît la naissance d'un prolétariat. Ces deux groupes conviennent que la paysannerie, qui représente 90 % de la population, est ignare et réactionnaire. Or, dans l'esprit d'Hoxha, communisme et nationalisme se mêlent étroitement et il faut rallier l'Albanie profonde à la cause.
Ce n'est qu'après le 30 juillet 1941, quand Staline ordonne la lutte contre l'Allemagne, qu'Hoxha peut unir toute la résistance sous la bannière communiste. Cela demande de fonder un parti communiste unique. À Tirana, du 8 au 14 novembre 1941, des représentants des groupes communistes de Korça, de Shkodra et des « jeunes » élisent un comité de sept membres présidé par Hoxha. Cette unification est assurée par deux militants yougoslaves, qui imposent le modèle titiste au « Parti communiste d'Albanie ». En quelques mois, Hoxha assure la fusion des groupuscules communistes en un seul parti puis coordonne la répression contre les « éléments fractionnaires ». L'URSS ne reconnaît le parti que dans un second temps, en septembre 1942.
L'expérience d'Hoxha lui permet de tirer son épingle du jeu et d'imposer les communistes comme principale force de résistance. Aguerri par les luttes internes, il peut s'appuyer sur son parti et ses équipes soudées, unies par une idéologie révolutionnaire et insérées dans une infrastructure large et ramifiée mêlant des « cellules » communistes villageoises et urbaines. Cette synergie précieuse manque aux formes de résistance concurrentes.
La politique d'unification de la résistance porte ses fruits, en témoigne la conférence de Peza le 16 septembre 1942, qui permet aux communistes de prendre la tête du « Front de libération national », auquel participent des tribus du Nord et des monarchistes. Quelques mois plus tard, les républicains, pro-occidentaux et anti-monarchistes, fondent le « Front national », qui lui est concurrent. Un des cousins d'Hoxha, Nexhat Peshkepia, ainsi que son propre beau-frère, Bahri Omari, y adhérent avant de participer au gouvernement albanais sous tutelle allemande.
Dans un premier temps, Hoxha cherche à unir les deux mouvements. Les 1er et 2 août 1943, quelques jours après la chute de Mussolini, il délègue l’un de ses bras droits pour participer près de Kruja à la constitution d’un Comité de Salut public, à égalité avec les membres du Front national. L’entente se noue, et il est même envisagé de former un gouvernement provisoire susceptible d’être reconnu par les Britanniques. Mais l’accord capote par la faute des hommes de Tito. Ouvertement conseillers d’Hoxha en matière de tactique, et médiateurs dans les rapports avec les Soviétiques, ils ont en réalité pour mission de faciliter une intégration de l’Albanie dans la nouvelle Yougoslavie. Ainsi, ils s'efforcent d’empêcher que le Kosovo ne leur échappe. Pour cela, et sans l’avouer, ils sont plutôt réticents à une unification des forces de la résistance qui limiterait leur influence. Déclarant que l’accord de Kruja porte « atteinte aux intérêts du peuple et de la patrie », Hoxha, très soucieux à l’époque de ne pas déplaire à son seul protecteur, désavoue sa délégation et renonce à l’entente. Commence alors une lutte sans merci entre les communistes du Front de libération nationale et les républicains du Front national. Celle-ci s'avive davantage en mai 1944, lorsque le Front national s'allie avec les chefs des tribus du Nord pour mieux s’opposer aux communistes.
Les groupes de partisans communistes albanais et yougoslaves sont encadrés et formés par des instructeurs militaires britanniques appartenant au Special Operations Executive.

#### Prise du pouvoir
Avec le recul de la Wehrmacht, le FLN avait le champ libre pour se transformer le 24 mai 1944 en gouvernement provisoire. Un Conseil antifasciste de libération nationale fut organisé et présidé par le docteur Nishani, compagnon de route du Parti communiste. Hoxha, alors secrétaire général du parti, est nommé directeur du comité exécutif de treize membres élu par le Conseil. Le comité décrète que toutes les organisations n'appartenant pas au FLN sont hors la loi. Le roi Zog, alors en Grande-Bretagne, est interdit de séjour.
L'Albanie entre dans une nouvelle phase de conflit où à la guerre s'ajoute une guerre civile. Les communistes, prépondérants dans le Sud grâce au voisinage des communistes Grecs, gagnent progressivement du terrain sur leurs ennemis royalistes. Le 9 septembre, les Britanniques rembarquent les officiers de liaison congédiés par Hoxha. Abaz Kupi, monarchiste, est quant à lui évacué. En octobre, Vlorë, Fier et Korçë sont contrôlées par les partisans. Le 22, à Berat, le Comité antifasciste de libération est transformé en « Gouvernement démocratique d'Albanie » dont Hoxha est président et ministre de la Défense. Avec la prise de la capitale Tirana le 17 novembre 1944, les communistes s'affirment comme les maîtres du terrain. L'Albanie est libérée sans avoir recouru à l'armée soviétique.
Peu après la libération, il épouse Nexhmije Xhuglini, une figure du Parti communiste. Ils ont trois enfants, deux fils, Ilir Hoxha et Sokol, ainsi qu'une fille, Pranvera.

### Les premiers jours de la république (1945-1950)

#### Début de règne
En décembre 1945 les élections truquées donnent au Front démocratique, dirigé par les communistes, 93 % des voix. Le 11 janvier 1946, l'Assemblée constituante proclame l'Albanie « République populaire ». Le parti communiste triomphe à première vue, mais il est fortement divisé. Hoxha, maître de la fraction « intellectuelle » du parti qui souhaite l'indépendance, s'oppose à la fraction « ouvrière » qui voulait le rattachement à la Yougoslavie. Ce sont les pro-yougoslaves qui l'emportent avec la victoire sur les nazis. Koçi Xoxe, homme de confiance de Belgrade et ministre de l'Intérieur, devint le maître de l'Albanie au détriment d'Hoxha qui se voit dépossédé du pouvoir. Il était d'autant plus menacé que Xoxe commença à renier les communistes anti-yougoslaves.

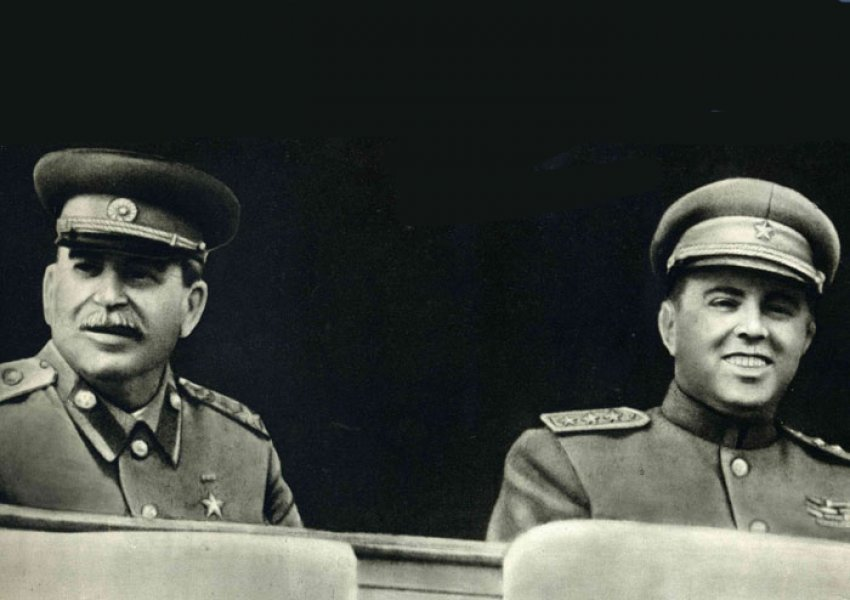
Joseph Staline et Enver Hoxha.

Même si Hoxha freine la fusion des deux pays, l'Albanie devient tout de même la septième république yougoslave et un pacte d'assistance entre les deux États est signé. Il demande en vain à être reçu par Staline en juillet 1947. Il ne plaît pas à Moscou. Molotov le décrit ainsi : « Il est très cultivé mais on sent les influences occidentales dans son éducation ». Staline est plus explicite, pour lui Hoxha est « un petit bourgeois trop enclin au nationalisme ». Staline, qui méprise les petits peuples, décrit les Albanais comme des « arriérés » et des « primitifs ». L'Albanie n'est même pas invitée lors de la création du Kominform en 1947. Staline ignore tout de l'Albanie et souhaite son rattachement à la Yougoslavie, il veut même que cette dernière « l'avale »,.
La rupture entre l'URSS et la Yougoslavie de 1948 est le miracle qui sauve Hoxha. Il est le premier dirigeant des pays de l'Est à décrier le titisme, dénonçant celui qu'il appelle le « maréchal des traîtres ». Il fait renvoyer tous les techniciens yougoslaves, dénonce les accords entre les deux pays et attaque ses adversaires politiques. Les membres de la fraction « ouvrière » du parti sont devenus des « révisionnistes » que le clan Hoxha, notamment son bras-droit Mehmet Shehu, liquide impitoyablement. Koçi Xoxe est exclu du parti, jugé pour haute trahison et fusillé. Le premier congrès du parti, en novembre 1948 restaure l'autorité d'Hoxha. Le Parti communiste albanais devient le Parti du travail.

#### Échec du putsch
Les Britanniques et les Américains se mettent d’accord en 1949 pour mener une opération conjointe, dite projet Valuable, visant à déstabiliser le régime communiste. Les deux gouvernements sont inquiets d’une expansion communiste vers l'ouest, et pour la contenir, ils choisissent l’Albanie comme cible. Ils reçoivent le soutien tacite de Tito qui permet même aux commandos de réfugiés albanais de s'infiltrer en Albanie depuis le territoire yougoslave. En effet, les relations entre les frères ennemis sont au plus bas et Tito est redevable aux Britanniques de sa prise de pouvoir, grâce à la Mission du SOE de Fitzroy Maclean.

### Règne personnel d'Enver Hoxha (1950-1985)

#### Politique intérieure

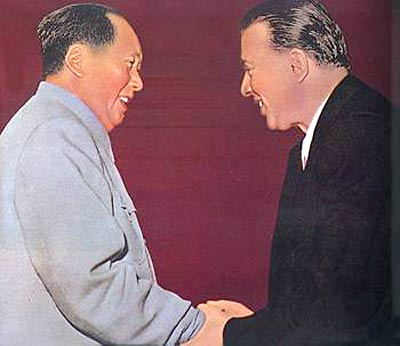
Mao Zedong et Enver Hoxha, en 1956.

Admirateur inconditionnel de Staline, Hoxha utilise les mêmes méthodes pour se maintenir au pouvoir ; la Sigurimi, ou l'équivalent du KGB, constitue un réseau d'espionnage interne très efficace et redoutable comptant dans ses rangs 200 000 agents ; un dixième de la population, considéré comme suspect, est interné dans des camps ; 170 cadres dirigeants du Parti sont liquidés et un Albanais sur trois a un jour ou l'autre affaire à la police politique.
En 1951 les dirigeants du parti font arrêter 22 personnes accusées d'attentat sur l'ambassade soviétique de Tirana, qui seront exécutées sans procès. L'accusation se révélera en réalité infondée et les victimes seront déclarées innocentes en 1991. Parmi elles, se trouve la biologiste Sabiha Kasimati, ancienne camarade de classe de Hoxha.
En 1967, Hoxha proclame l'Albanie premier État athée du monde et ordonne la fermeture immédiate des 2 000 mosquées et églises encore ouvertes, interdisant toute forme de pratique religieuse ; la célébration du Carême et du Ramadan est prohibée sous peine de prison. En 1991, il ne reste plus en Albanie que trente prêtres catholiques vivants, tous emprisonnés, contre plus de 3 000 en 1944[réf. nécessaire].
Le régime d'Enver Hoxha prétend poursuivre une « révolutionarisation » constante de la société inspirée par d'authentiques principes marxistes-léninistes — en opposition avec le révisionnisme allégué soviétique — afin d'abattre les privilèges de classes. En conséquence, les écarts de salaires sont significativement réduits, les grades militaires sont abolis et les travailleurs intellectuels sont contraints, un mois chaque année, d'effectuer un stage auprès des travailleurs manuels.

#### Politique extérieure

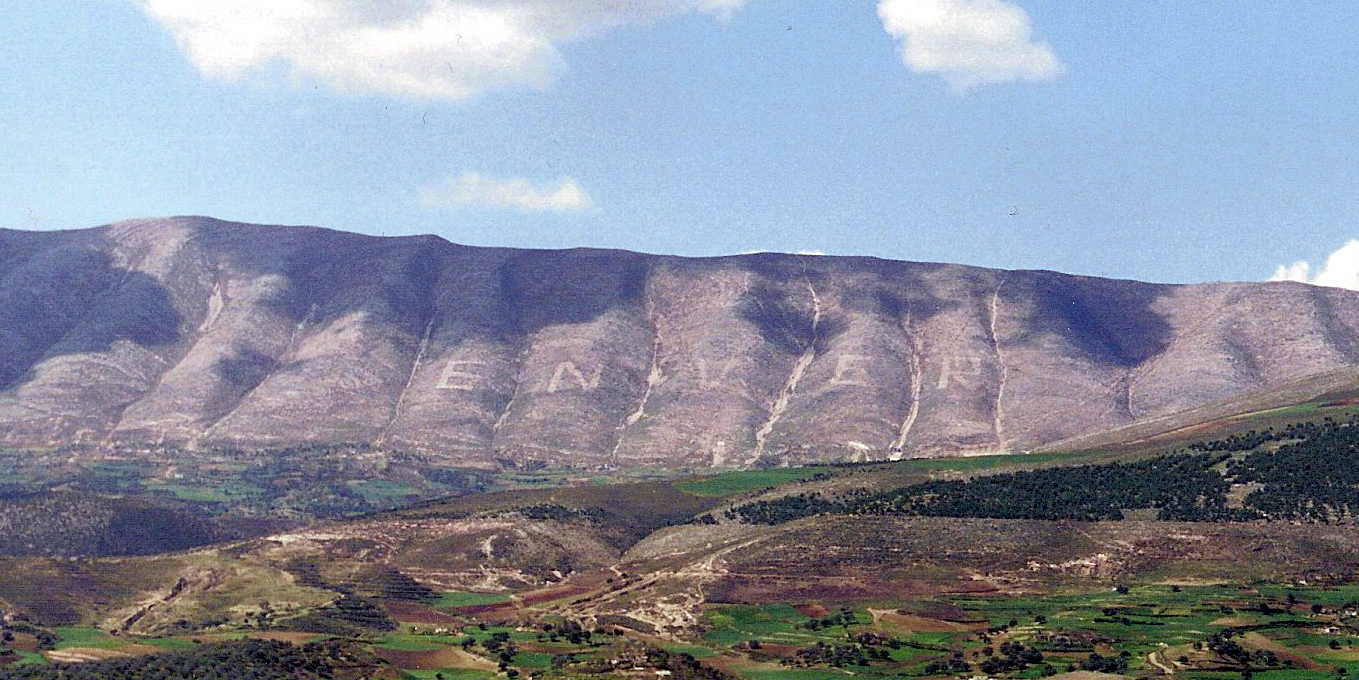
Mont Shpiragut portant l'inscription « ENVER » vu depuis Berat ; depuis, l'inscription a été modifiée en « NEVER ». L'inscription a aujourd'hui disparu.

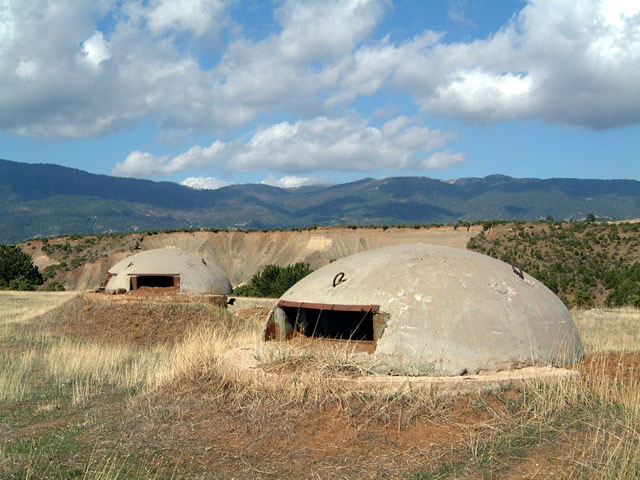
Plus d'un demi-million de bunkers ont été construits sous le règne d'Enver Hoxha pour prévenir une invasion étrangère.

En 1956, trois ans après la mort de Staline, Nikita Khrouchtchev prône la déstalinisation. La rupture est bientôt consommée entre l'Albanie et l'URSS : lors de la conférence mondiale des quatre-vingt-un PC, en 1960, Hoxha dénonce la non-livraison de blé soviétique à l'Albanie et déclare à la tribune : « Les rats soviétiques sont nourris, alors que le peuple albanais meurt de faim » ce qui provoque un scandale énorme ; en février 1961, au cours du IVe Congrès du Parti du Travail, Hoxha attaqua violemment la direction du PCUS, ce qui provoqua l'expulsion de l'attaché militaire albanais d'URSS ; le PC albanais fut absent du XXIIe Congrès du PCUS, réuni à Moscou quelques mois plus tard. Hoxha procède alors à une sévère purge sanglante au sein de l'armée, pour prévenir un coup d'état. En revanche, la Chine, à la recherche d'alliés, accroît son aide à Tirana et conclut en 1961 une alliance officielle.
D'abord circonspecte face au rapprochement entre la Chine et les États-Unis (visite de Richard Nixon en Chine en 1972), puis devant la mort de Mao et la fin de facto de l'idéologie maoïste en Chine, l'Albanie provoque la rupture sino-albanaise en 1978, quand Hoxha prend le parti du Viêt Nam dans son conflit avec la Chine et rejette la nouvelle théorie des trois mondes, défendue par le successeur de Mao, Deng. Cette rupture provoque le rapatriement de tous les experts chinois et provoque des perturbations dans l'économie.

### Maladie et fin de règne
Hoxha est victime d'une crise cardiaque en 1973 dont il ne se remettra jamais complètement. Sa santé devient précaire à la fin des années 1970, mais la population l'ignore car c'est un secret d'État.
En décembre 1981, il sombre dans la paranoïa et organise l'élimination politique et physique de son plus fidèle compagnon, Mehmet Shehu, Premier ministre depuis 1954, parce qu'il était opposé à la rupture avec les Américains, les Soviétiques, les Yougoslaves, les Anglais et les Italiens, qui mettait le pays dans un isolement total.
Il transmet la plupart de ses fonctions à Ramiz Alia. Dans ses derniers mois, il ne se déplace qu'en chaise roulante et souffre de diabète, qu'il a commencé à développer en 1948 et d'ischémie cérébrale dont il souffrait depuis 1983. Le 9 avril 1985, il est frappé d'une fibrillation ventriculaire et il meurt dans la matinée du 11 avril, à l'âge de 76 ans.

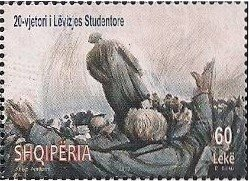
Timbre postal albanais de 2011 représentant le renversement d'une statue à la gloire d'Enver Hoxha.

Les Albanais sont de nos jours partagés sur l'héritage du dictateur : 42 % jugent favorablement le gouvernement d'Enver Hoxha et 45 % le jugent négativement selon un sondage réalisé en 2016 par l'OSCE.

## Œuvres
Enver Hoxha est un doctrinaire très prolifique du stalinisme. Plusieurs groupuscules occidentaux se sont réclamés de ses écrits.
Ses œuvres choisies en langue française sont publiées en 6 volumes de 1978 à 1986. On peut aussi lire ses Mémoires (Éditions Nagel, 1984). Un condensé de sa pensée politique est paru avec Face au révisionnisme (Maspero, 1972), textes choisis par Gilbert Mury.